# Копачинці
Копачи́нці — село в Україні, у Чернелицькій селищній громаді Коломийського району Івано-Франківської області. Герб села є напівпромовистим

## Історія
Перша писемна згадка — 6 січня 1494 р. (запис про заставну оренду в Галицькому земському суді). В ньому зазначено, що «Шляхетно уроджений Іван з Монастирська заявив, що позичив у шляхетно уродженої Ганни, дружини колишнього шляхетно уродженого Павла Мареця 12 тисяч, відпустив їй в заставу свої села Чернелиця гнила, Копачинці, Кунисівці, Корнів, Корніївка і Барлуст. Ці села Ганна буде здержувати аж до повної сплати згаданих 12 тисяч».
Копачинці в своєму первісному вигляді мали форму поселення, характерною рисою якого було те, що двори розташовувалися у ряд з орієнтацією їх в одному напрямі вздовж обох берегів безіменної річки. Археологи засвідчують, що в середньовіччя, яке охоплює епоху понад тисячу років (476-1492), багато слов’янських поселень мали рядове прирічкове планування. З часом, в зв’язку із збільшенням чисельності населення, в селі з рядової форми сформувалось поселення вуличної форми, де два ряди хат, лицьові або бокові фасади яких звернені, дороги, утворили вулицю. В більшості випадків зовнішні лицьові боки будівель було зорієнтовані на південь. Спочатку в Копачинцях було дві вулиці, по одній на кожному куті, тобто на кожному боці потічка. Пізніше село розбудувалося і перетворилося в багатовуличний населений пункт. Цьому сприяло закріпачення селян і втручання в планування забудови села місцевих поміщиків та держави. Кожний селянський двір облаштувався на розсуд господаря. Вибір того чи іншого варіанту вільно забудованого двору був зумовлений заможністю конкретного господаря, наявності землі та господарськими потребами. Бідні селяни з метою економії коштів і матеріалів будували двори однорядні, тобто хата, сіни, комора і стайня були під одним дахом. Більш заможні облаштовували двохрядний двір: хата, сіни і комора були в одному ряді, а напроти господарські споруди (хлів, стайня, стодола). Їх будували як окремими будівлями, так і частково або повністю зблокованими між собою.
Заможні господарі забудовували свої двори із П-подібним розташуванням житлових та господарських будівель, а також двори замкнутого типу. Такі двори надійно захищали мешканців від холодних вітрів, від хижих звірів та непрошених гостей і злодіїв.
На початку етапу забудови в Копачинцях двори обгороджувались латами, плетеними плотами, парканами, обсаджували живоплотом. Заможні селяни відгороджувались від вулиці мурами.
У податковому реєстрі 1515 року в селі документується 4 лани (близько 100 га) оброблюваної землі.

## Населення

### Мова
Розподіл населення за рідною мовою за даними інвестиційного паспорту 2021 року:
| Мова       | Кількість | Відсоток |
| ---------- | --------- | -------- |
| українська | 1105      | 100%     |
| Усього     | 1105      | 100%     |

## Відомі люди
- Липка Василь Григорович - художник, архітектор, скульптор, сільський умілець – майстер «золоті руки».  Василь Григорович є автором пам’ятного Хреста із скультурними барельєфами присвяченого 500-річчю  писемної згадки про Копачинці.  Приміщення сільського Народного дому прикрашають його гіпсові картини «Козаки пишуть листа турецькому султану», «Бій на Жовтих Водах», портрет «Т.Г.Шевченко”
- Нижник Ганна Савівна - Народилася 1 жовтня 1928 року в селі Копачинці. Ця привітна, талановита  жінка залишила добрий спогад про себе. ЇЇ вихід на сцену супроводжувався дзвінкими оплесками, її слухали затамувавши подих дорослі та юнацтво, нею захоплювалися районні та обласні методисти та керівники Будинків культури. Дикламуванням власних віршів вона зачаровувала зал. Сільська поетеса, проста жіночка із села – Ганна Савівна Нижник. 16 березня 2014 року перестало битися серце нашої односельчанки. Ганна Савівна автор багатьох віршів та байок.
- Теремко Галина Василівна - художниця розписувала церкви в Тернопільській, Чернівецькій та Івано-Франківській областях.